# Сегерстрём, Понтус
По́нтус Се́герстрём (швед. Pontus Segerström; 17 февраля 1981 — 13 октября 2014) — шведский футболист, который играл на позиции защитника.
Он умер от опухоли головного мозга спустя 76 дней после своего последнего матча в Аллсвенскане за «Броммапойкарну», он был капитаном этого клуба.

## Биография
Сегерстрём начал свою карьеру в «Броммапойкарне», где дебютировал в 17 лет. Позже в 2004 году он немного поиграл за датский «Оденсе», затем вернулся обратно в Швецию, став игроком «Ландскруны». Сначала он играл в Аллсвенскане, но по итогам сезона 2005 года команда была понижена в классе, поэтому следующий сезон он начал уже в Суперэттане. После этого Сегерстрём переехал в Норвегию, чтобы играть за «Стабек». С клубом он выиграл титул чемпиона Норвегии 2008 года.
После ухода со «Стабека» он вернулся домой, в свой первый клуб «Броммапойкарна». Он играл за клуб в Аллсвенскане сезона 2010, затем ввиду понижения команды провёл ещё два сезона в Суперэттане. Свои два последних сезона в клубе он сыграл в Аллсвенскане. Он провёл свой последний матч за клуб 31 июля 2014 года в рамках отборочного раунда Лиги Европы против «Торино».

3 августа 2014 Сегерстрём был доставлен в больницу с головной болью и тошнотой. 11 августа врачи обнаружили, что он имел неопределённый тип опухоли головного мозга. Лечение было предпринято сразу же после диагностирования болезни. 13 октября 2014 года Сегерстрём умер из-за последствий опухоли головного мозга. Президент клуба Ола Данхард сказал: 
Два месяца назад он был совершенно здоров. Это трагично. Он пользовался уважением всех и каждого.